# Armaghedon

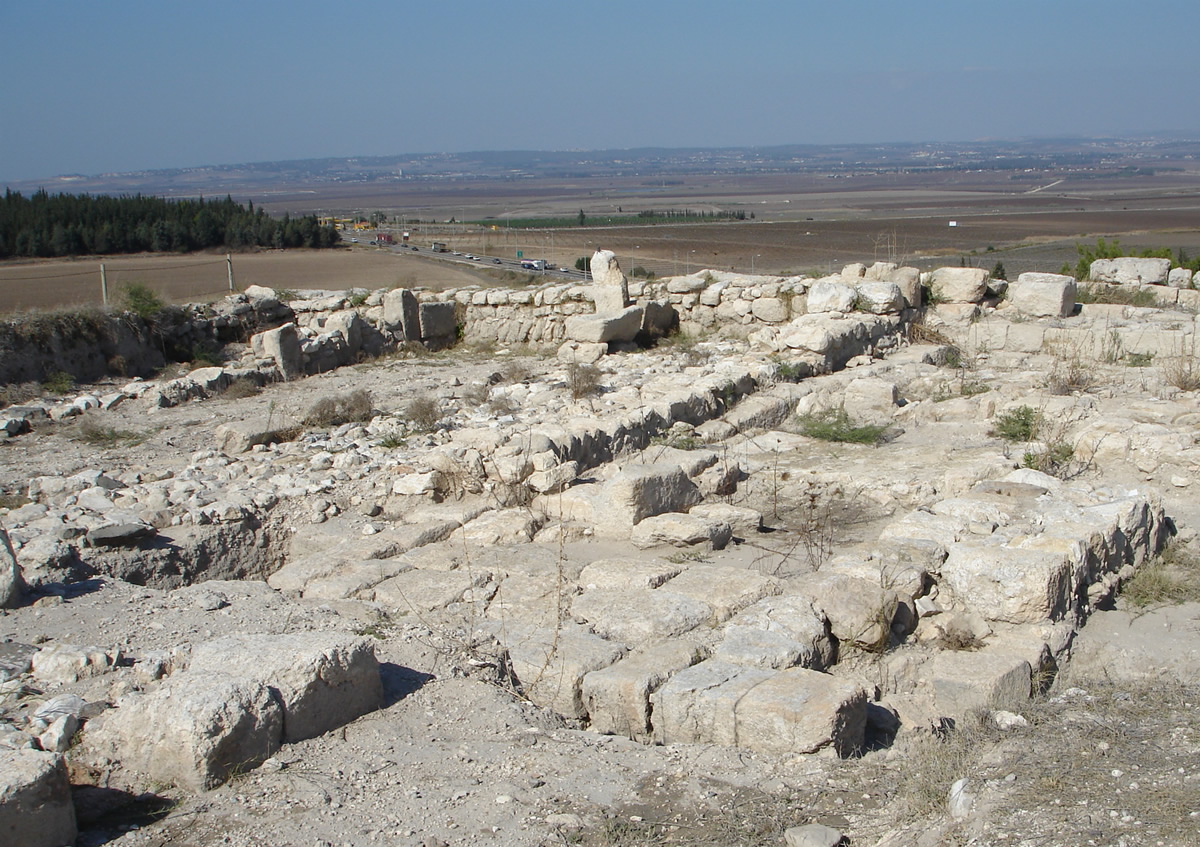
Ruine la Tel Megiddo, Israel

Armaghedon este locul biblic unde a avut loc mărturisirea apostolului Ioan din Cartea Apocalipsei (Apoc. 16:14-16). Acest eveniment este considerat de teologi ca o răscruce și în același timp o biruință decisivă a Atotputernicului. În teologia modernă izbânda de la Armaghedon nu mai joacă un rol atât de important ca în trecut, ea fiind mai mult reflectată în opera unor pictori ca o temă despre sfârșitul lumii, care să ne reamintească de viața noastră trecătoare. 
Curentul teologic american Harmagedon-Theologie propagă teoria luptei dintre bine și rău, reprezentantul mai de seamă fiind Hal Lindsey.
Termenul este un hapax neotestamentar (apare o singură dată în Noul Testament, anume în Apocalipsă), provenind probabil din sintagma ebraică "Har Megiddo", care înseamnă "muntele Meghidon", referință la o înălțime artificială (un "tel") care domină unica trecătoare importantă pe axa nord-sud. Această trecătoare dinspre valea Kișonului (la sud) spre Damasc (la nord), este punctul ideal în care Via Maris putea fi gâtuită militar cu ușurință, fapt care a făcut-o de-a lungul istoriei teatrul unor numeroase confruntări devastatoare între puterile dominante mai apropiate sau îndepărtate, care voiau să împiedice, sau dimpotrivă, să protejeze comerțul dinspre Egiptul situat la sud și Siria aflată la nord. Istoricii consideră că amintirea care se leagă de  aceste repetate confruntări pe Meghidon explică de ce locul a căpătat semnificația de câmp de ultimă bătălie prin excelență.